# Многостороннее агентство по инвестиционным гарантиям
Многостороннее агентство по инвестиционным гарантиям (англ. Multilateral Investment Guarantee Agency, MIGA); Многосторо́ннее инвестицио́нное гаранти́йное аге́нтство (МИГА); также — Многостороннее агентство по гарантии (гарантиям) инвестиций (МАГИ), — одно из автономных международных учреждений, которое, наряду с Международной финансовой корпорацией (МФК), Международным центром по урегулированию инвестиционных споров (МЦУИС) и Международным банком реконструкции и развития входит в Группу Всемирного банка, являющуюся специализированным учреждением Организации Объединённых Наций.
Целью МИГА является содействие направлению прямых иностранных инвестиций в развивающиеся страны, страхование от политических рисков (см. карту политических рисков) и предоставление гарантий частным инвесторам, а также оказание консультационных и информационных услуг.

## История
Конвенция об учреждении МИГА подписана в Сеуле 11 октября 1985 года. МИГА было основано в 1988 году. Оно содержится на взносы стран-участниц. Уставный капитал МИГА превышает 1 млрд долларов США.
Штаб-квартира МИГА, так же как и других организаций группы Всемирного банка, находится в Вашингтоне.
По состоянию на 2022 год членами являются 182 страны, в том числе Россия. Среди участников 154 страны с развивающейся экономикой и 28 промышленно развитых стран.

## Принцип работы организации
Гарантии МИГА защищают инвесторов от рисков ограничения перемещения средств, конфискации, военных и гражданских волнений, нарушения условий контракта. Однако страхование от коммерческих рисков, например, от риска банкротства, не проводится.
При предоставлении гарантий предпочтение предоставляется инвестициям в страны с низким доходом, в страны с политическим риском или затронутые конфликтами, в экологически и социально значимые проекты, в развитие инфраструктуры. МИГА осуществляет также страхование инвестиций, проводимых между развивающимися странами.
Претендовать на гарантии МИГА могут частные фирмы и граждане, не зарегистрированные в стране, в которую направляются инвестиции. Гарантии предоставляются на срок от 3 до 15-20 лет. В отличие от гарантий Всемирного банка, встречных гарантий от правительства страны инвестирования не требуется.
В то же время МИГА не предоставляет кредиты и не является самостоятельным инвестором. Гарантии не выделяются для инвестиций в производство табака и алкоголя, в организацию азартных игр. Максимальный размер гарантий составляет в настоящее время 110 млн долл. США на один инвестиционный проект и 440 млн долл. США на одну страну. Путём совместного страхования и перестрахования лимит может быть значительно превышен.
С 1988 года МИГА выдало более 900 гарантий на общую сумму 17,4 млрд долл. США. При этом оно помогло разместить более 50 млрд долл. США прямых иностранных инвестиций в 96 развивающихся странах.